# Gare de Đà Nẵng
La gare de Đà Nẵng (vietnamien : Ga Đà Nẵng) est une gare ferroviaire vietnamienne située dans la ville de Đà Nẵng.

## Situation ferroviaire
La gare de Đà Nẵng est située sur la Nord-Sud du Viêt Nam.